# ガンザ (楽器)

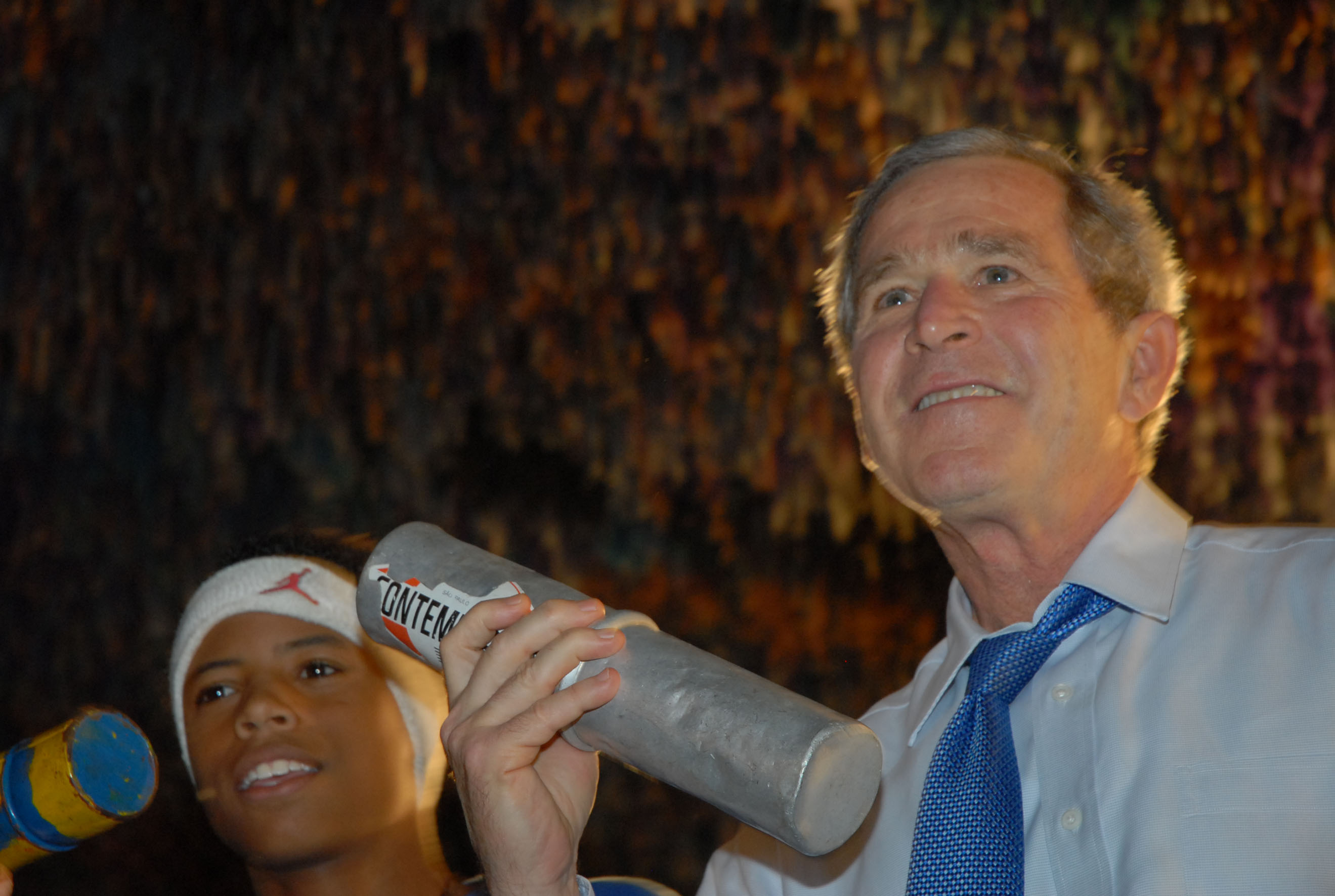
ガンザを手にするブッシュ元大統領

ガンザ（Ganzá）は、サンバをはじめとしたブラジル音楽で多用されるシェイカーのことである。

## 形状・奏法
一連から三連のものがあり、連が多いほど音量は上がる。外側はバスケット製やメタル製のものがある。円筒形をしており、中は、ビーズ、金属のボール、小石、その他の類するアイテムで満たされている。振れば音が出るが、振り方は多様である。

## 主要メーカー
- パール楽器製造株式会社
- LP（英語版）
- RhythmTech
- IZZO